# Tristram a Izalda
Tristram a Izalda je česky psaný rytířský epos, jež vznikl ve 14. století. Původní námět pochází z francouzského eposu Tristan a Isolda, při psaní českého Tristrama se však pravděpodobně autoři řídili německou verzí tohoto příběhu. Svým zpracováním se řadí na pomezí tradiční rytířské dvorské epiky a zábavné literatury, určené stavovsky nižšímu publiku.
Jsou známé dva dochované rukopisy tohoto eposu: jeden z roku 1449, zvaný strahovský, a druhý z roku 1483, zvaný stockholmský.